# Die Tote aus der Themse
Die Tote aus der Themse (en alemany, el cos al Tàmesi) és una pel·lícula de thriller de l'Alemanya Occidental del 1971 dirigida per Harald Philipp i protagonitzada per Uschi Glas, Hansjörg Felmy i Werner Peters. Forma part de la sèrie d'adaptacions d'Edgar Wallace fetes per Rialto Film. Va ser l'última rodada a Alemanya, amb dues pel·lícules italianes posteriors abans del final de la sèrie.
Els decorats de la pel·lícula van ser dissenyats pel director artístic Johannes Ott. Va ser rodada en locació a Londres i Berlín.

## Sinopsi
És assassinada la ballarina Myrna Ferguson, membre d'una xarxa internacional de tràfic de drogues investigada per Scotland Yard. Quan l'inspector Craig arriba al lloc dels fets, ha desaparegut. El seu cos es troba més tard al Tàmesi i l'identifica la seva germana Danny. Danny acaba d'arribar a Londres des d'Austràlia a petició de la seva germana.
Apareixen nous crims misteriosos. Els membres de la xarxa de drogues, el propietari de l'hotel Louis Stroud, l'antiquari Anthony Wyman i l'importador de carn William Baxter s'acusen mútuament d'estar darrere dels atacs. Amb l'ajuda dels seus ajudants, l'inspector Craig aconsegueix ràpidament una pista de l'assassí.
És el discret metge forense Dr. Ellis. Susan, la seva promesa, és la secretària de Sir John, el cap de Scotland Yard. Ella li informa que la policia l'està buscant. Sir John agraeix l'inspector Craig enviant-lo a Austràlia amb Danny.

## Repartiment
- Uschi Glas com a Danny Fergusson
- Hansjörg Felmy com a inspector Craig
- Werner Peters com a William Baxter
- Harry Riebauer  com Milton S. Farnborough
- Vadim Glowna  com a David Armstrong
- Siegfried Schürenberg  com Sir John
- Günther Stoll com el Doctor Ellis
- Petra Schürmann  com a Susan
- Friedrich Schoenfelder com Anthony Wyman
- Lyvia Bauer com Myrna Fergusson
- Peter Neusser com el sergent Simpson
- Friedrich G. Beckhaus com a regent del bordell
- Michael Miller com a Jim Donovan
- Gerd Frickhöffer com a Pennymaker
- Ingrid Steeger com a Kitty
- Brigitte Skay  com a Maggy McConnor
- Ivan Desny com a Louis Stout
- Ingrid Bethke com a venedora